# Südfeste
Südfeste  war in einer bis zum 19. Jahrhundert gebrauchten fachsprachlichen Terminologie die Landmasse, die den Kontinent Australien und Ozeanien umfasst. Die übrigen Kontinente ordnete man der Ostfeste und der Westfeste zu.
Je nach Definition wurden Australien und Ozeanien auch nicht als eigene Landmasse angesehen, sondern der Ostfeste zugeschlagen, so dass es nur noch zwei Landmassen auf der Erde gab. Nicht zur Südfeste gezählt wurde der Kontinent Antarktika, der bis zum 19. Jahrhundert unbekannt war und dann wegen verhältnismäßig geringen Entfernung zwischen der Antarktischen Halbinsel und Feuerland zur Westfeste gerechnet wurde.
Der Pädagoge Friedrich Ludwig Jahn und ihm folgend der Verein für Deutsche Reinsprache schlugen Mitte des 19. Jahrhunderts vor, im Deutschen statt der lateinischen Namen der Erdteile deutsche Namen zu verwenden. Die bereits in der Geographie gängigen Worte Ostfeste für Asien und Westfeste für Amerika fanden stärkere Verbreitung. Das Wort Nordfeste oder „Dunkelerdtheil“ für Europa fand wenig Liebhaber. Das Wort Südfeste für Afrika fand in der Bedeutung „südliches Festland“ Eingang in das Deutsche Wörterbuch. Die Jahnsche Verwendung der Begriffe entsprach nicht der geographischen Verwendung, die dem Kartenbild der Weltkarten folgte.